# ナスリア・バグダッド=アザイジ
ナスリア・バグダッド=アザイジ（Nasria Baghdad-Azaïdj、1971年10月29日 - ）は、アルジェリアの長距離走の選手である。2004年アテネオリンピックで女子マラソンに出場したが、レースを終えることはできなかった。

## 参照資料
1. ↑  “Nasria Baghdad-Azaïdj Olympic Results”.  Sports Reference LLC. 2020年4月17日時点のオリジナルよりアーカイブ。2017年5月30日閲覧。